# أميبات
متمورات، متحولات أو أميبات (بالإنجليزية: Amoebidae)‏ هي فصيلة من الأميبيات، بما في ذلك الأميبات العارية التي تنتج أقدام كاذبة متعددة مع طول غير محدد.

## بنية الأميبات
غشاؤها البلازمي مجرد من أي بناء هيكلي خارجي، لكن قد تغطي سطح الأميبات الخارجي طبقةٌ رقيقة من عديدات السَّكَرَّيْد المخاطية تفيد في تثبيت الحيوان بالوسط أو في تمزز المواد المنحلة لتسهيل دخول هذه الأخيرة إلى هيولى الحيوان. وتتمايز الهيولى عادة إلى هيولى داخلية وهيولى خارجية. تضم الهيولى الداخلية النواة والمتضمَّنات الهيولية المختلفة، كما في الحيوانات الأوالي الأخرى كلها ما عدا بعض الاستثناءات، وتحتوي على فجوات هاضمة وعلى فجوة نابضة واحدة على الأقل لدى أميبات المياه العذبة. وفي الهيولى الداخلية أيضاً بلورات ومُدخرات من مواد مختلفة، في حين أن الهيولى الخارجية متجانسة وتخلو من المتضمنات الهيولية. أما النواة فهي وحيدة على العموم، وعلى الغالب ذات توضع مركزي.

## حركتها الأميبية
وضع الباحثون في حركة الهيولى عدة نظريات، منها نظرية تمزز السائل الهيولي الداخلي، ونظرية تغيرات الضغط السطحي، ونظرية التقلص الجزيئي للهيولى الداخلية، ونظرية تحوّل الهيولى من شكل هلامي إلى شكل منحل وبالعكس. وتقول النظرية الأخيرة إن الهيولى الداخلية للحيوان تتمايز في أثناء حركة المتحول (الأميبا) إلى جزء مركزي يسمى البلازما الحُلالة plasmo sol يحيط بها جزء «متهلم» يسمى البلازما الهلامية Plasmo gel. أما الهيولى الخارجية فتقتصر على الجزء المحيطي من البلازما الهلامية السابقة الذكر، تحيط به طبقة رقيقة مما يسمى القلنسوة الشفافة hyaline cap تسيل كماء الينبوع، وعندما تمس القلنسوة الشفافة فإنها «تتهلم» وينجم عن ذلك تقلص الجزء الأمامي من المتحول، الأمر الذي يدفع الهيولى، وبالنتيجة المتحول إلى الأمام. ثم ترتد إلى البلازما الحلالة. ثم تتكرر العملية ويستمر تقدم الحيوان.

## تغذيتها
تتغذى الأميبات عامة بالبلعمة الخلوية. فعندما تمس الفريسةُ (بكتريا مثلاً) سطحَ الحيوان تنخمص منطقة التماس هذه على شكل قمع ينعزل هو ومحتواه داخل الهيولى، فتتشكل بذلك الفجوة الهاضمة. ويكوِّن بعض الأميبات فماً خلوياً مؤقتاً ذا جدران متقلصة، كما لو أنه يشتمل على ألياف عضلية. وتخضع الفريسة التي تم اقتناصها وانحصرت ضمن الفجوة الهاضمة إلى عملية هضم خلوي، تتم بالصورة نفسها التي تتم فيها لدى الحيوانات الأوالي الأخرى، إذ تبدأ بهضم حامضي يتحول إلى هضم قلوي بفعل الإنزيمات الهاضمة المتنوعة. أما الفضلات الصلبة فتطرحها الفجوة التي تحملها، باقترابها من سطح الأميبا وإلقائها في الوسط المحيط به، عبر الغشاء الهيولى.

## تكاثرها
تتكاثر الأميبات تكاثراً لا جنسياً بالانشطار الثنائي، إلا أنها تتكاثر أيضاً بالانشطار المتعدد. كما أنها تتكاثر عن طريق التَكَيُّس، وخاصة عندما تسوء شروط الوسط. ويسبق ذلك عادة طرح المتحول قسماً من مائه ومدخراته، فلا يُبْقي إلا على ما يكفيه ليعيش حياة كامنة ضمن كيس مقاوم (غالباً ما يكون كروياً) يفرزه الحيوان حول نفسه. ويضم الكيس الواحد عدداً معيناً من النوى يختلف بحسب النوع. ويقاوم الكيس المتكون التغيرات الفيزيائية والكيمياوية في الوسط المحيط. وعندما تعود الشروط المناسبة، أو عندما تصل الأكياس إلى مضيفها الجديد، ينفتح الكيس وتتحرر منه أميبات إعاشية جديدة.
أصلها
يتحول بعض أنواع الأميبات من الشكل الأميبي الزاحف إلى شكل سوطي سابح يمكن أن يفقد سياطه ثانية ليعود إلى الشكل الأميبي الزاحف. وقد أمكن إرجاع الشكل السوطي السابح إلى الشكل الأميبي الزاحف تجريبياً برفع نسبة الأكسجين المنحل في الوسط، لذلك يرى بعض الباحثين أن الأميبات تنحدر من أرومة سوطية، حتى إنهم مَيَّزوا رتبة قائمة بذاتها هي السوطيات الجذرية Rhizomastigida عدَّوها إحدى رتب حاملات السياط.

## بيئتها
تعيش الأميبات في جميع الأوساط المعروفة، فهي توجد في مختلف أنواع المياه: العذبة (مثل الأميبة المتقلِّبَة Amoeba proteus) والقليلة الملوحة والمالحة. كما توجد في التربة الرطبة، وخاصة تلك التي تشتمل على بقايا عضوية آخذة في التفسخ مثل نِغْلِرْيا Naegleria. كما أن بعضها يعيش متطفلاً على بعض الحيوانات وبعضها على الإنسان، ومن هذه ما هو سليم مرضياً كالمتحولة الداخلية اللَثوية Entamoeba gingivalis والمتحولة الداخلية القولونية Entamoeba coli، ومنها ما هو ممرض كالمتحولة الداخلية الحالة للنسج Entamoeba histolytica التي تسبب داء الأميبات.